# Emitt Rhodes
Pour les articles homonymes, voir Rhodes (homonymie).
Emitt Lynn Rhodes, né le 25 février 1950 à Decatur dans l’État de l'Illinois et mort le 19 juillet 2020 à Hawthorne dans l’État de Californie est un chanteur, auteur-compositeur, multi-instrumentiste et ingénieur du son américain.
Rhodes a commencé sa carrière dans les groupes The Palace Guard (en) en tant que batteur et The Merry-Go-Round (en) comme chanteur et principal auteur des chansons.
Il est considéré comme le pionnier du home studio où il enregistre ses albums solos de 1970 à 1973 qui marquent la scène musicale du début des années 70. Il est surnommé le One Man Beatles pour sa ressemblance musicale avec les Beatles. Il met fin à sa carrière à 21 ans à la suite d'un procès avec sa maison de disques Dunhill Records et devient au fil des années une icône de la pop psychédélique américaine.
En 2016, Emitt Rhodes sort un nouvel album, Rainbow Ends (en), après 43 ans de silence.

## Biographie

### Les débuts: The Palace Guard et The Merry-Go-Round (1964-1969)
Emitt Rhodes naît à Decatur dans l’État de l'Illinois en 1950. En 1955, ses parents emménagent à Hawthorne en Californie. Autodidacte à la batterie, au piano et à la guitare, il débute à Los Angeles en 1964, à 14 ans, dans le groupe de garage rock The Palace Guard (en) qui enregistre 4 singles avec le label local Orange-Empire Records,. Rhodes quitte le groupe en 1965.
En 1966, avec 3 autres amis musiciens, il crée le groupe The Merry-Go-Round (en) dans lequel il compose la majeure partie des chansons, joue de la guitare et chante. En 1967 sort leur unique album chez A&M Records, The Merry-Go-Round dont le premier single Live se classe n°63 au Billboard Hot 100. Après plusieurs singles aux sonorités des Beach Boys et des Beatles, le groupe prépare un second album mais se sépare en 1969,.

### Succès critique et commercial (1970-1973)
A 19 ans, Emitt Rhodes décide de débuter une carrière solo et monte un studio d'enregistrement dans le garage de ses parents en s'équipant d'un magnétophone 4 pistes Ampex et de 3 microphones. Il enregistre et produit 4 titres et signe un contrat avec ABC / Dunhill Records. Dans son studio, il compose son premier album Emitt Rhodes qui sort en 1970 et sur lesquels il joue de tous les instruments et enregistre toutes les voix. L'album se classe n°29 au Billboard et pour le magazine du même nom Emitt Rhodes est l'« un des meilleurs artistes de la scène musicale d'aujourd'hui ». En 1996 son album sera considéré comme l'un des meilleurs de la décennie,. Le single Fresh as a Daisy atteint la 54e place du classement. Les arrangements et la production étant proches des Beatles et la voix de ténor proche de celle de Paul McCartney que des rumeurs circulent qu'Emitt Rhodes est le pseudonyme de McCartney ou un album inédit des Beatles. Rhodes est ainsi qualifié de one-man Beatles. « C'était très flatteur [dit Rhodes]. Ils étaient mes idoles ». Peu de temps après la sortie de l'album, A&M décide de profiter du succès pour sortir des enregistrements inédits sous le titre The American Dream. Contractuellement, Rhodes devait un nouvel album au label et il a enregistré les 12 chansons entre 1967 et 1969 avec des musiciens.
En 1971, sort le troisième album Mirror et en 1973 Farewell to Paradise sur lequel il joue du violon,.
Le contrat qu'avait signé Rhodes avec Dunhill prévoyait un album tous les six mois (six albums sur trois ans) - un rythme impossible à tenir pour le chanteur qui est un perfectionniste, Emitt Rhodes a demandé près d'un an de travail, l'album Mirror a pris neuf mois et Farewell to Paradise plus d'un an. Dunhill poursuit Rhodes pour  non-respect de son contrat. Ruiné par sa maison de disques qui lui réclame 50 000 dollars de dommages et intérêts il met un terme à sa carrière à seulement 21 ans. « J’étais jeune, stupide, j’aurais signé n’importe quoi, se rappelait Emitt Rhodes. Moi, ce que je voulais, c’était travailler seul, à mon rythme. J’étais incapable de suivre une telle cadence. En plus, je déteste ça. Je fais de la mauvaise musique dans l’urgence. Malgré ça, j’ai quand même signé leur contrat. Quel idiot j’ai pu être… ».

### Ingénieur du son et directeur artistique (1978-2010)
Après Farewell to Paradise, éreinté par le procès que lui a intenté sa maison de disque, Rhodes continue de composer mais ne sort plus de disque. Il travaille  alors comme ingénieur du son et directeur artistique pour Elektra Records. En 1980, Rhodes avait commencé à travailler sur un album solo pour Elektra Records, mais abandonne après le licenciement du directeur artistique avec lequel il travaillait. En 2000, il termine un album solo pour le label Rocktopia, mais le label met la clé sous la porte avant de le sortir.
En 2001, La chanson Lullabye extraite de l'album Emitt Rhodes est redécouverte dans le film de Wes Anderson, La Famille Tenenbaum.
En janvier et février 2009, le réalisateur italien Cosimo Messeri tourne un film documentaire sur la vie et les déboires d'Emitt Rhodes. Le film, intitulé The One Man Beatles est sélectionné pour le Festival International du Film de Rome 2009. En 2010, The One Man Beatles est nommé pour le prix David di Donatello du meilleur documentaire.

### Enregistrements de 2010-2011
En 2009, Emitt est de nouveau en studio pour enregistrer avec un nouveau groupe et de nouveaux morceaux, rejoint par le cofondateur de The Grass Roots et le batteur de The Merry-Go-Round  Joel Larson, cofondateur et ancien bassiste de Counting Crows., Matt Malley et les guitaristes Jim Rolfe et Dan Mayer.[réf. souhaitée]
Le 3 novembre 2011, Emitt sort trois nouvelles chansons sur iTunes: "Just Me And You", "What's A Man to Do" et "This Wall Between Us", avec des chœurs de Vicki et Debbi Peterson des Bangles et la guitare de Richard Thompson.

### Retour avec l'albumRainbow Ends(2016)
Chris Price, 32 ans, musicien, producteur et fan d'Emitt le contacte afin de travailler sur un nouvel album car il sait que le chanteur a encore beaucoup de chansons dans ses tiroirs. Après plusieurs refus, Emitt Rhodes qui vit reclus chez lui sympathise avec Chris Price et accepte cette nouvelle collaboration. « Au fond de moi, j’espérais faire un autre disque avant ma mort ». En 2014, ils commencent à travailler ensemble sur de nouvelles chansons, enregistrées dans son studio d'origine, destiné à faire suite à Farewell to Paradise. Le 12 novembre 2015, est annoncé le premier album d'Emitt après 43 ans d'absence. L'album Rainbow Ends sort le 26 février 2016 sur le label Omnivore Recordings. Il comporte des contributions de Susanna Hoffs, Aimee Mann, Jon Brion,  Nels Cline et Taylor Locke. Le premier single, Dog On A Chain avec des chœurs de Aimee Mann et un solo de Jon Brion, est rendu public sur le blog du Wall Street Journal.
Sur Rainbow Ends, Emitt Rhodes chante d'une voix plus grave la solitude, l'amour perdu, la vieillesse et la maladie. La presse salue le retour de cet artiste devenu culte et lui réserve un bon accueil. Pour Rolling Stone : « Rainbow Ends est une merveille. Un des plus beaux disques de pop song de ces dernières années, bien loin devant les récentes productions d’Elton John, de James Taylor ou de… Paul McCartney ». Pour le Washington Post : « dans un monde meilleur ce disque aurait atteint le sommet des charts en 1978 ».
Le 25 juin 2019, The New York Times Magazine cite Emitt Rhodes parmi des centaines d'artistes dont les enregistrements originaux ont été détruits dans l'incendie d'Universal de 2008.

### Décès
Emitt Rhodes meurt dans son sommeil le 19 juillet 2020 dans sa maison à Hawthorne, en Californie. La nouvelle est confirmée plus tard par Chris Price et Tony Blass, qui a produit le film The One Man Beatles. Blass déclare qu'il était "honoré et béni d'avoir travaillé et passé du temps avec lui". Emitt Rhodes souffrait d'un diabète insulino-dépendant.
Emitt Rhodes a deux fils issus d'un premier mariage avec Kathy Sharp, une fille avec Charnelle Smith dont il est également divorcé. Il vivait avec sa fiancée Valerie Eaton.

## Discographie

### Albums studio
- The Merry-Go-Round by The Merry-Go-Round (1967)
- The American Dream (1970)
- Emitt Rhodes (1970)
- Mirror (1971)
- Farewell to Paradise (1973)
- Rainbow Ends (2016)

### Compilation
- The Emitt Rhodes Recordings (1969–1973) (2009)